# Guédon (Automobilhersteller)
Guédon war ein französischer Hersteller von Automobilen.

## Unternehmensgeschichte
Joseph Guédon und Gustave Cornilleau gründeten 1897 das Unternehmen in Bordeaux und begannen mit der Produktion von Automobilen. Der Markenname lautete Guédon. 1898 endete die Produktion. Decauville übernahm das Konzept für 250.000 Franc.

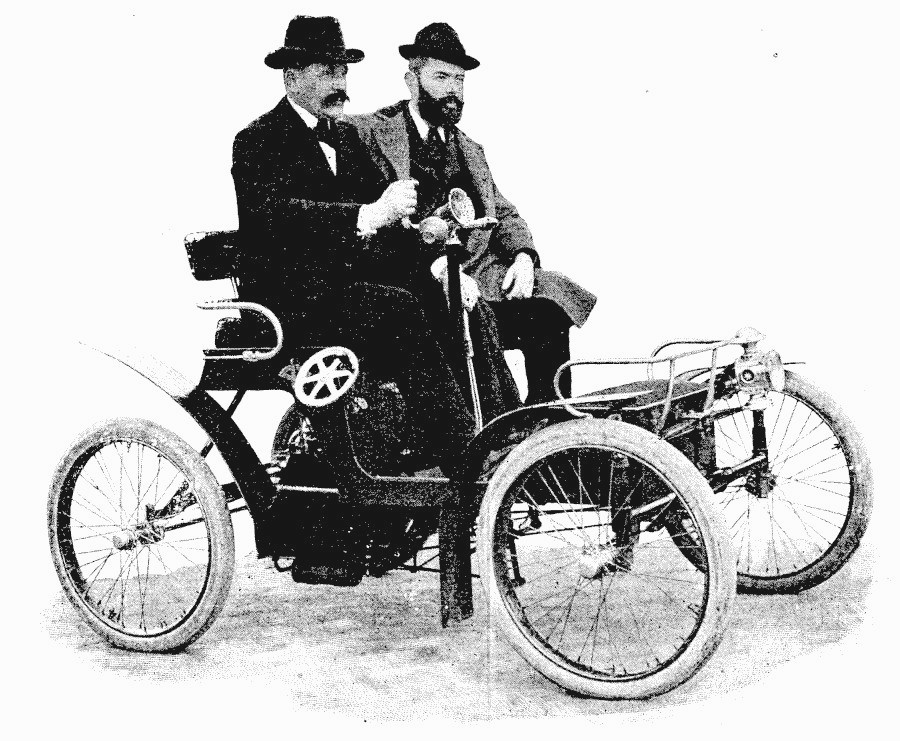
Guédon 2.75 CV (1898)

## Fahrzeuge
1898 wurde als einziges Modell ein vierrädriger Kleinwagen (Quadricycle) angeboten. Ein Stahlrohrrahmen diente als Fahrgestell. Für den Antrieb sorgte ein luftgekühlter Einzylindermotor von De Dion-Bouton, nach anderer zeitgenössischer Quelle ein luftgekühlter De Dion-Zweizylindermotor mit entgegenlaufenden Kolben und 2,75 PS Leistung. Die Fahrzeugabmessungen betrugen 2,23 m (L) und 1,24 m (B), das Gewicht unter 200 kg. Decauville erwarb die Patente an diesem Fahrzeug und begann noch im gleichen Jahr mit der Produktion.